# 历史
历史是对过去的系统研究。作为一门学科，历史分析和解释证据，构建关于发生的事情的叙述并解释其发生的原因，主要关注人类历史。一些理论家将历史归类为社会科学，而另一些人则将其视为人文学科的一部分或认为它是一门混合学科。围绕历史的目的也存在类似的争论——例如，它的主要目的是理论性的（揭示真理），还是实践性的（从过去吸取教训）。在比较不同的意义上，“历史”一词不是单指学术领域，而是指过去本身或关于过去的个别文本。
历史研究依靠一次文献和二次文献来重建过去的事件并验证解释。来源批判学用于评估资料，评估其真实性、内容和可靠性。历史学家整合多个单独资料的观点以形成连贯的叙述。不同的思想流派，如实证主义、年鉴学派、马克思主义和后现代主义，都有不同的方法论。
历史是一门涵盖许多分支的广泛学科。有些侧重于特定时期，例如古代史，而另一些则侧重于特定地理区域，例如非洲历史。主题分类包括政治史、社会史和经济史。与特定研究方法相关的分支包括定量史学、比较史学和口述历史。
历史在古代成为一门研究领域，取代了充满神话色彩的叙事，早期影响深远的传统起源于希腊、中国，后来也在伊斯兰世界出现。历史写作随着时代的发展而不断发展，并趋向专业化，特别是在19世纪，当时建立了严格的方法论和各种学术机构。历史与许多领域相关，包括史学、哲学、教育和政治。

## 定义
作为一门学术学科，历史学是对过去的研究。它通过收集和分析证据来构建叙述，从而对过去发生的事件进行概念化和描述。这些叙述不仅涵盖事件的经过，还探讨其发生的原因及所处的背景，解释相关的背景条件和因果机制。此外，历史还研究历史事件的意义以及驱动这些事件背后的人类动机。
在另一种意义上，历史指的是过去的事件本身。在这种解释下，历史是曾经发生的事情，而不是研究这些事情的学术领域。当“history”这一词汇作为可数名词使用时，它指的是以历史文本形式呈现的对过去的描绘。历史文本是一种文化产物，包含主动的解读与重构。随着历史学家发现新的证据或重新诠释已有资料，这些文本中的叙述可能会发生变化。相比之下，过去本身的本质是静态且无法改变的。某些历史学家强调历史的解读和解释功能，以此将“histories”与编年史区分开来，他们认为编年史只是按时间顺序列出事件，而历史则旨在全面理解其原因、背景和影响。
传统上，历史主要关注书面文献，重点研究自文字发明以来的有记录历史，而将史前史则留给考古学等其他学科领域。到了20世纪，随着历史学家对文字发明前的人类过去产生兴趣，历史的研究范围逐渐扩大。
关于历史是社会科学还是人文学科的一部分，这一问题颇具争议。与社会科学家类似，历史学家提出假设，收集客观证据，并基于这些证据进行论证。同时，历史又与人文学科紧密相关，因为它依赖于诠释、叙述、人类经验和文化遗产等主观因素。一些历史学家坚定支持某一分类，而另一些人则认为历史是跨学科的，无法被严格归入某一个类别。历史与伪史形成对比。伪史是指偏离史学标准的做法，例如依赖有争议的历史证据、有选择性地忽略真实证据，或通过其他手段歪曲历史。伪史通常受到特定意识形态的驱动，它模仿历史研究的方法，但缺乏严谨的分析和学术共识，从而传播带有误导性的叙述。

### 目的
关于历史的目的或价值，人们提出了各种观点。一些历史学家认为，其主要功能是纯粹地发现过去的真理。这一观点强调，不带任何偏见地追求真理本身就是目的，而与意识形态或政治相关的外在目标可能会扭曲历史，损害其准确性。此外，在这一角色下，历史还可以挑战那些缺乏事实支持的传统神话。
另一种观点认为，历史的主要价值在于它为当下提供的经验教训。这一观点基于这样一种理念：对过去的理解可以指导决策，例如帮助人们避免重蹈覆辙。与之相关的观点强调对人类状况的整体认知，使人们意识到在不同背景下人类行为的多样性，这类似于人们通过在别国游历获得的见解。历史还可以通过共同的过去为人们提供群体认同，从而促进團體凝聚力，帮助跨世代地传承和培育文化遗产与价值观。在辉格史和马克思主义学者愛德華·霍列特·卡爾看来，历史是理解当下的关键，亦可用于塑造未来。
历史有时被用于政治或意识形态目的，例如，通过强调某些传统的正当性来为现状辩护，或通过揭示过去的不公正现象来推动变革。当这种做法被推向极端时，可能会导致伪史或历史否定主义，即故意忽视或曲解证据，以构建符合特定外部利益的误导性叙述。

### 词源

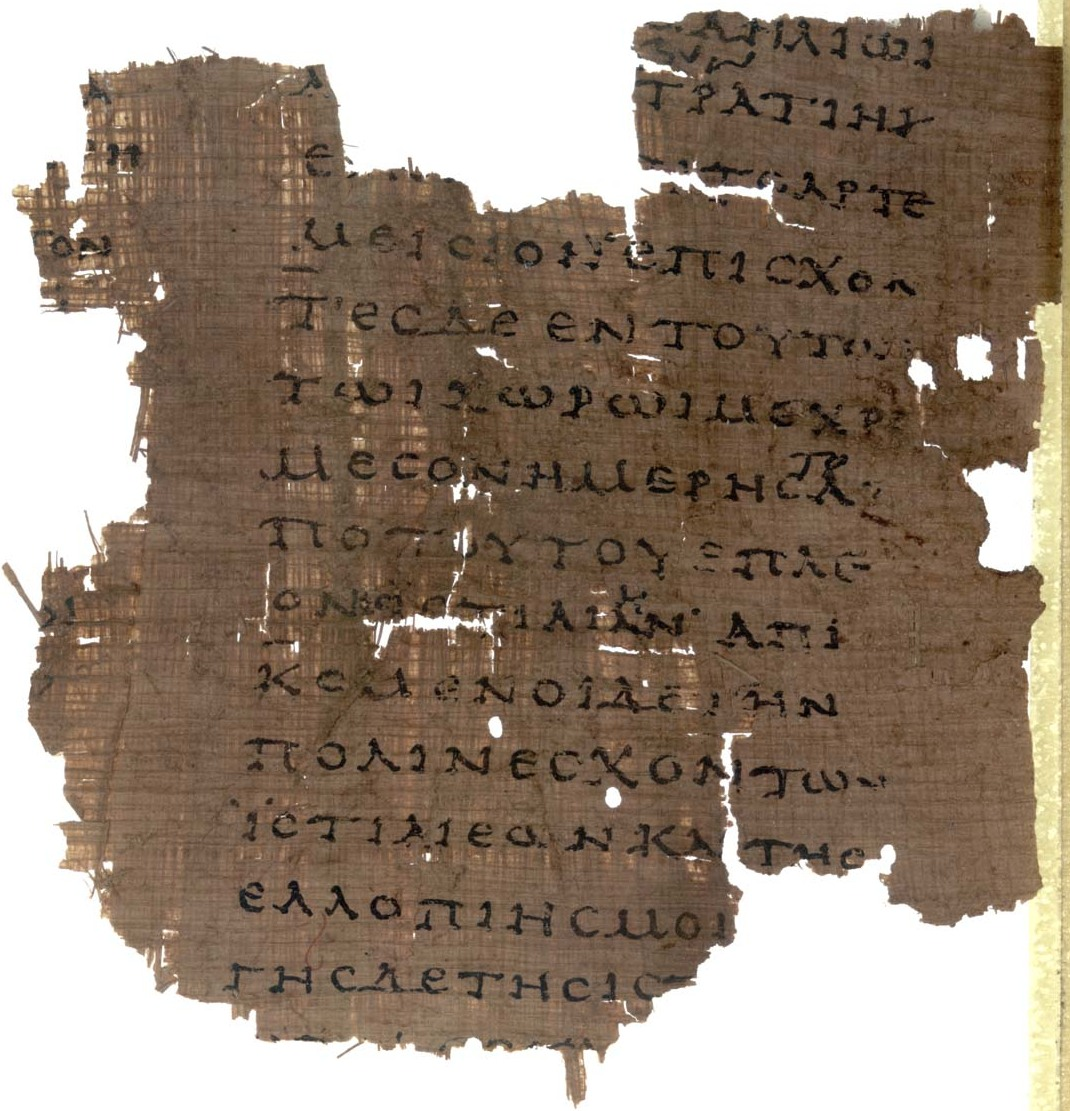
古希腊历史文献《历史》，由希罗多德撰写。

英语中意为“历史”的“history”一词源自古希腊语词汇 ἵστωρ （histōr），意为“博学、睿智之人”。这一词汇进一步演变为古希腊语中的 ἱστορία （historiā），其涵义较为广泛，与探究和陈述见解有关。后来，该词被古典拉丁语借用为historia。在希腊化时代和罗马时期，该词的含义发生了变化，更加强调叙事方面和呈现的艺术，而非单纯关注调查与证言。
该词在14世纪经由古法语histoire一词传入中古英语，当时意为“故事、传说”，包括了真实和虚构。到了15世纪，其含义发生变化，除了指代关于过去的叙述外，还包括对过去的学术研究。到了18世纪和19世纪，history一词逐渐与基于事实的记述和证据驱动的研究更加紧密相连，这与历史研究的专业化相吻合。如今，许多欧洲语言中的“历史”一词仍保留了这一双重含义，既可指一般故事，也可指对过去的真实记载，例如法语中的histoire、意大利语中的storia和德语中的Geschichte。

## 方法论
史学方法是历史学家用来研究和解读过去的一套方法学，涵盖收集、评估和综合证据的过程。其目的是确保在选择、分析和解读历史证据时具备学术严谨性、准确性和可靠性.。历史研究通常从一个研究问题开始，以确定研究的范围。一些研究问题侧重于对事件的简单描述，而另一些则旨在解释特定事件发生的原因，推翻现有理论，或证实新假设。

### 来源和来源批评

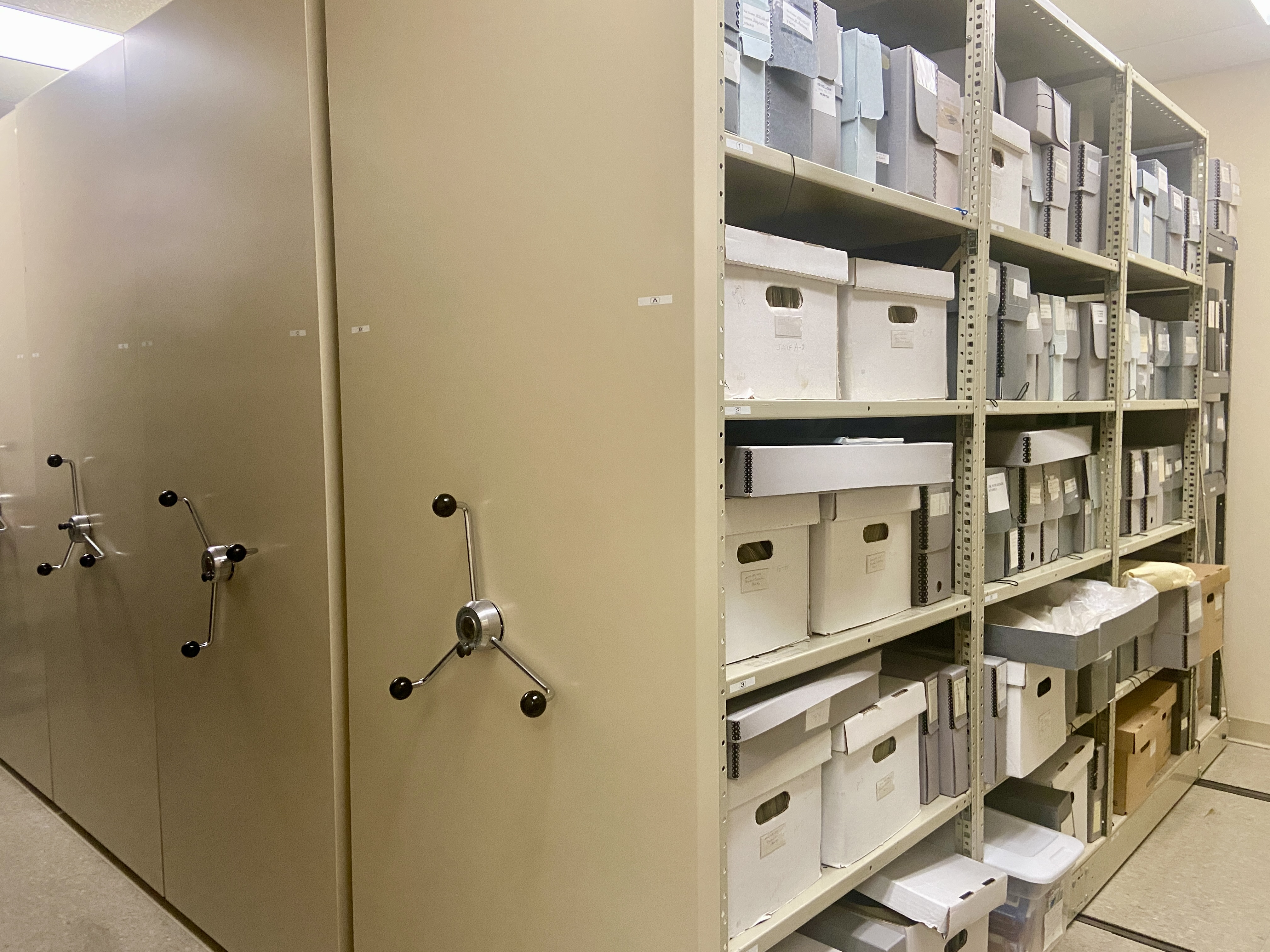
档案馆（室）保存了大量供研究者查阅的原始资料。

### 综合证据和思想流派

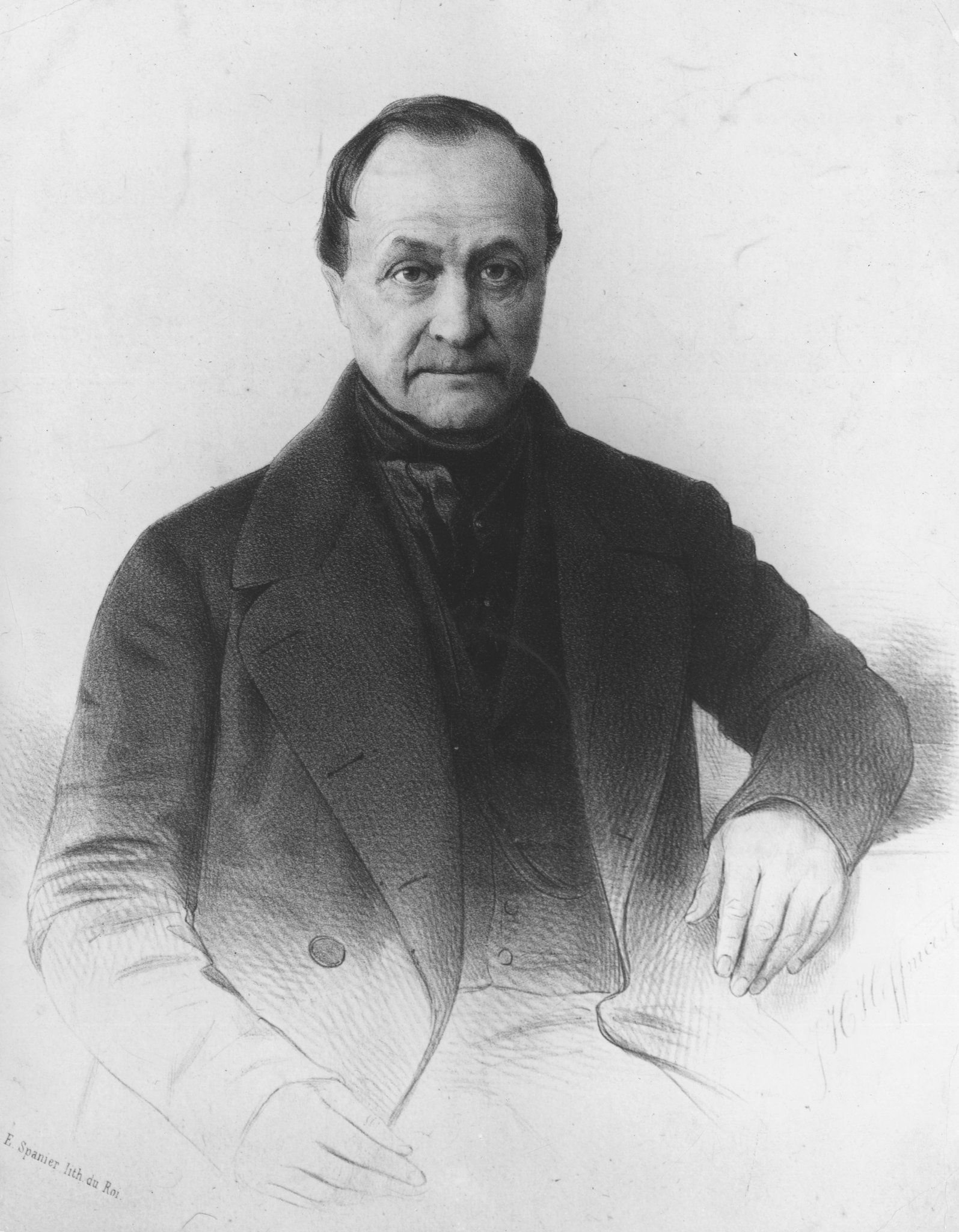
实证主义学者奥古斯特·孔德主张以科学为基础研究历史。

### 按时期

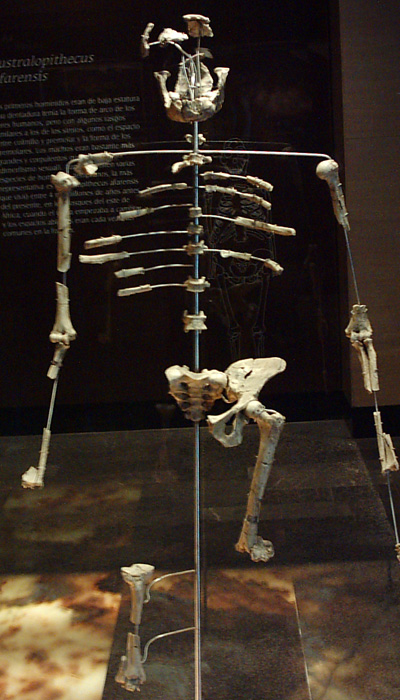
历史学家利用来自各个领域的证据来研究史前史，包括像露西这样的化石。

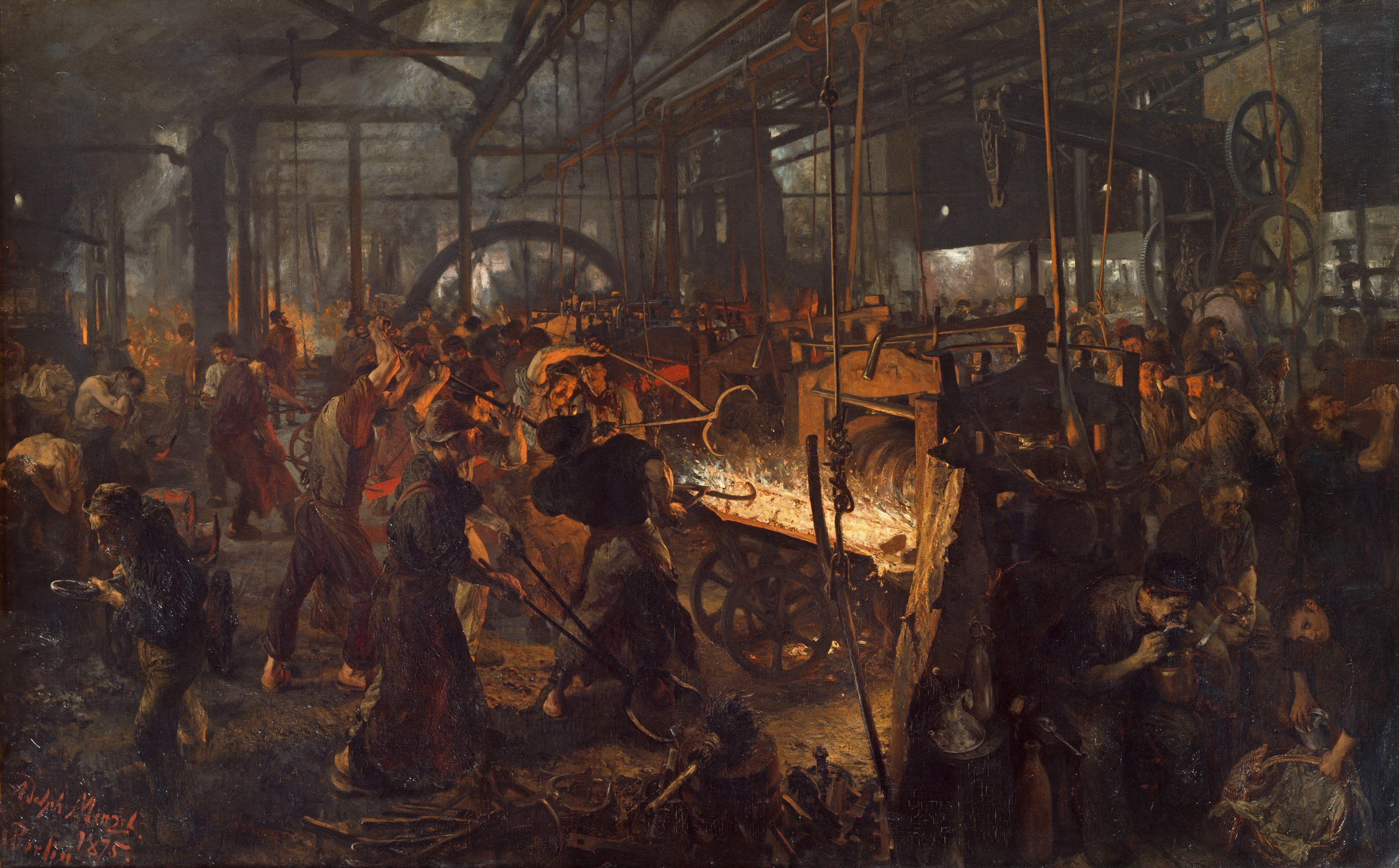
工业革命对经济和社会生活产生了深远的影响，标志着从农业社会向工业社会的转变。

### 按地理位置

吉萨金字塔展示了古埃及文明的持久遗产。

古希腊对西方文化和哲学的影响使它成为欧洲历史学家的重要研究领域。

### 按主题

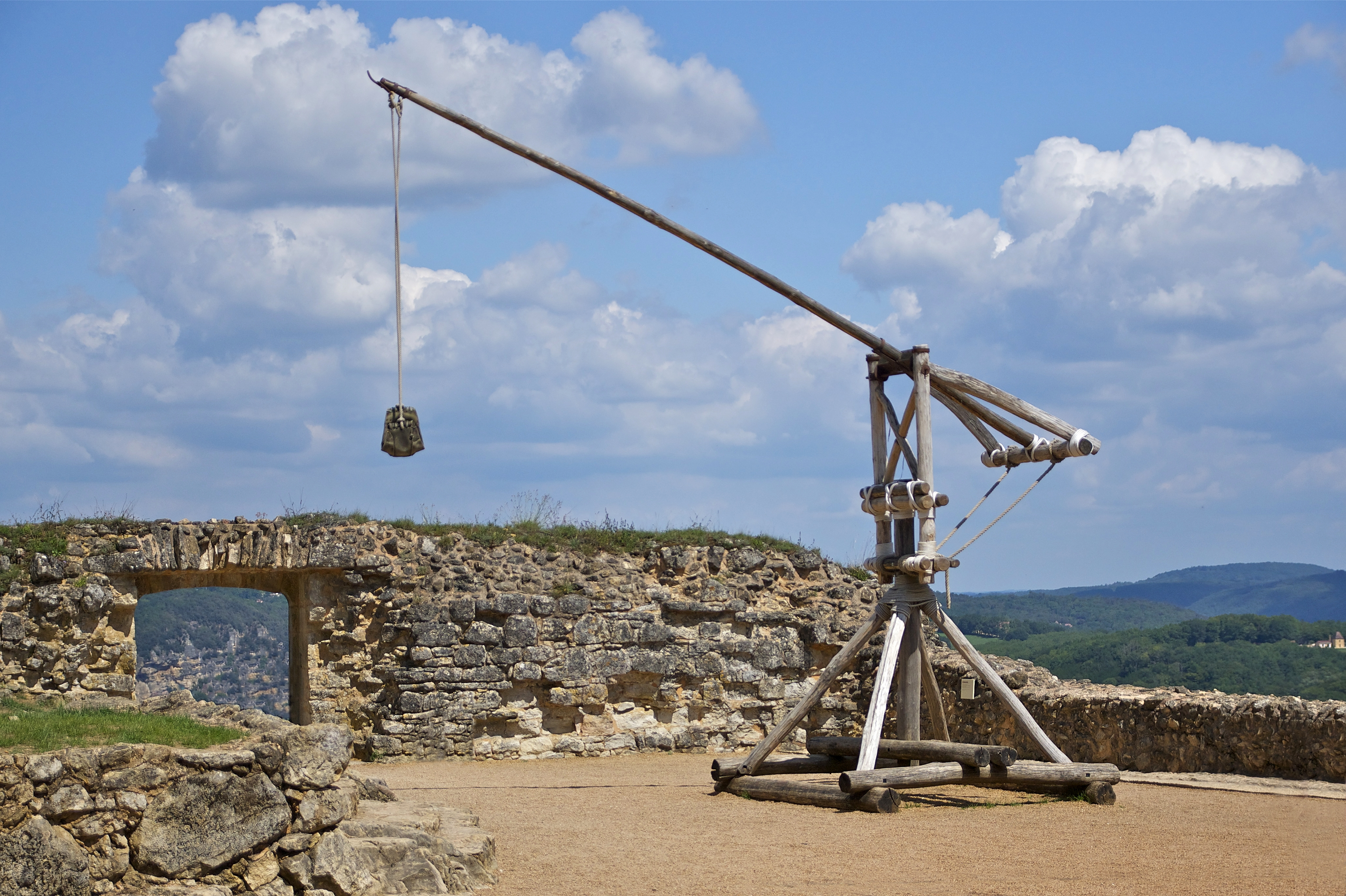
军事史研究武器装备，包括投石机等军事技术的进步。

### 其他

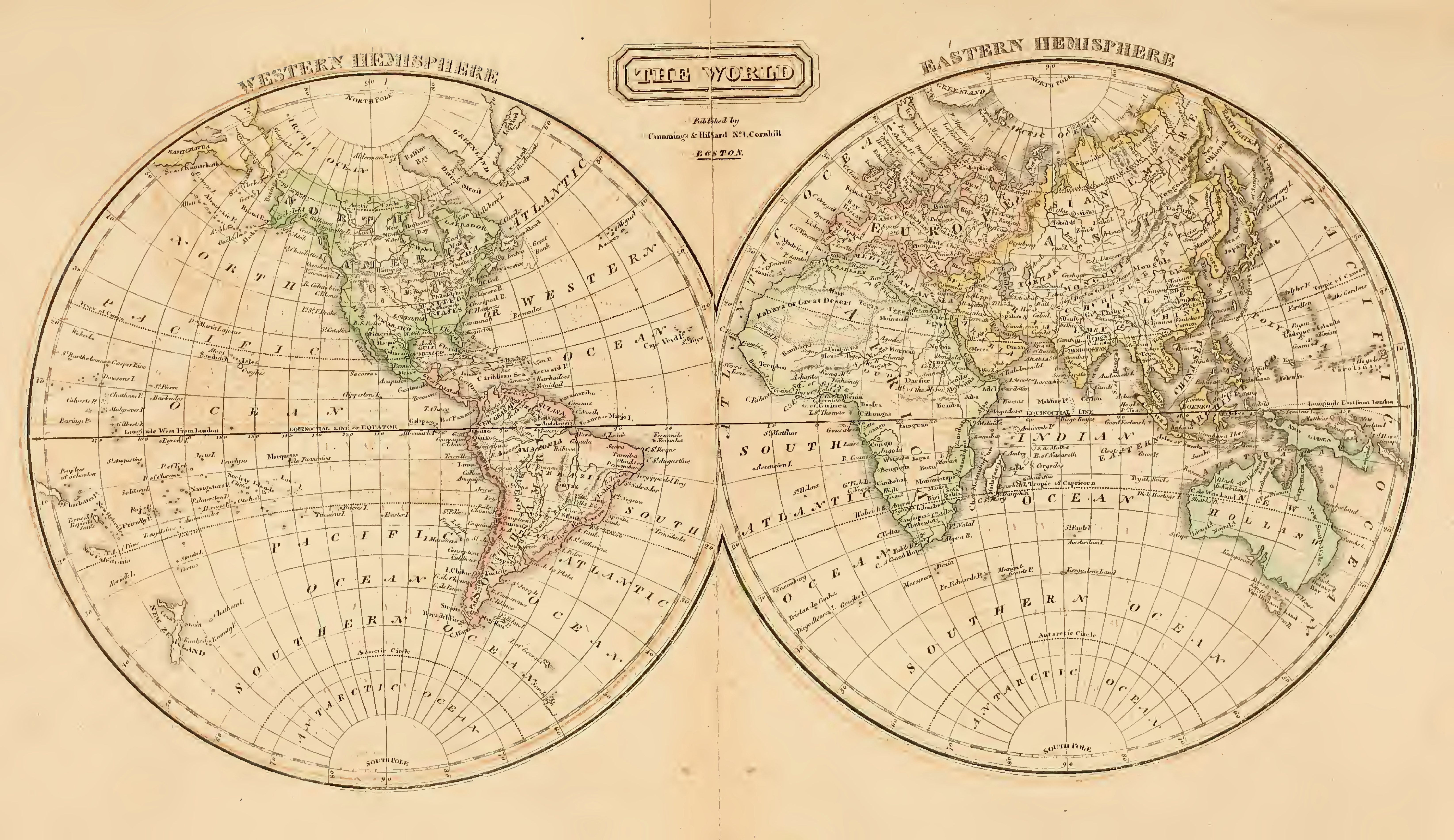
世界史从全球层面考察历史，涵盖整个人类史。

## 学科演变

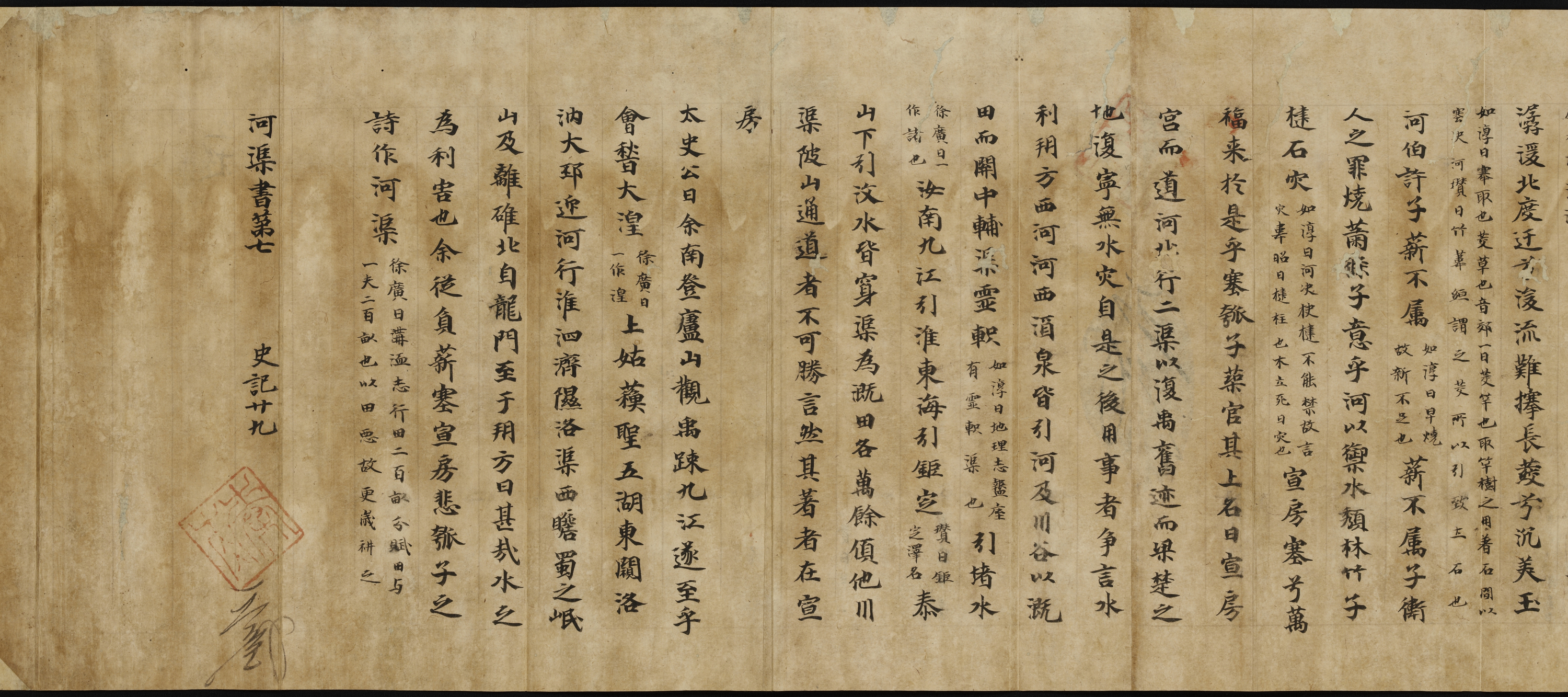
司马迁的《史记》是中国乃至当时世界最早的综合性历史著作之一。

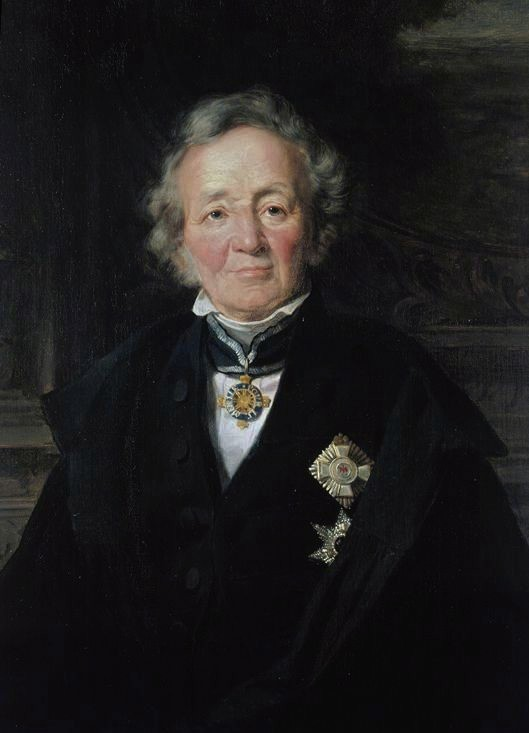
利奥波德·冯·兰克通过引入对原始史料的彻底评估，彻底革新了历史学的标准。

### 史学史

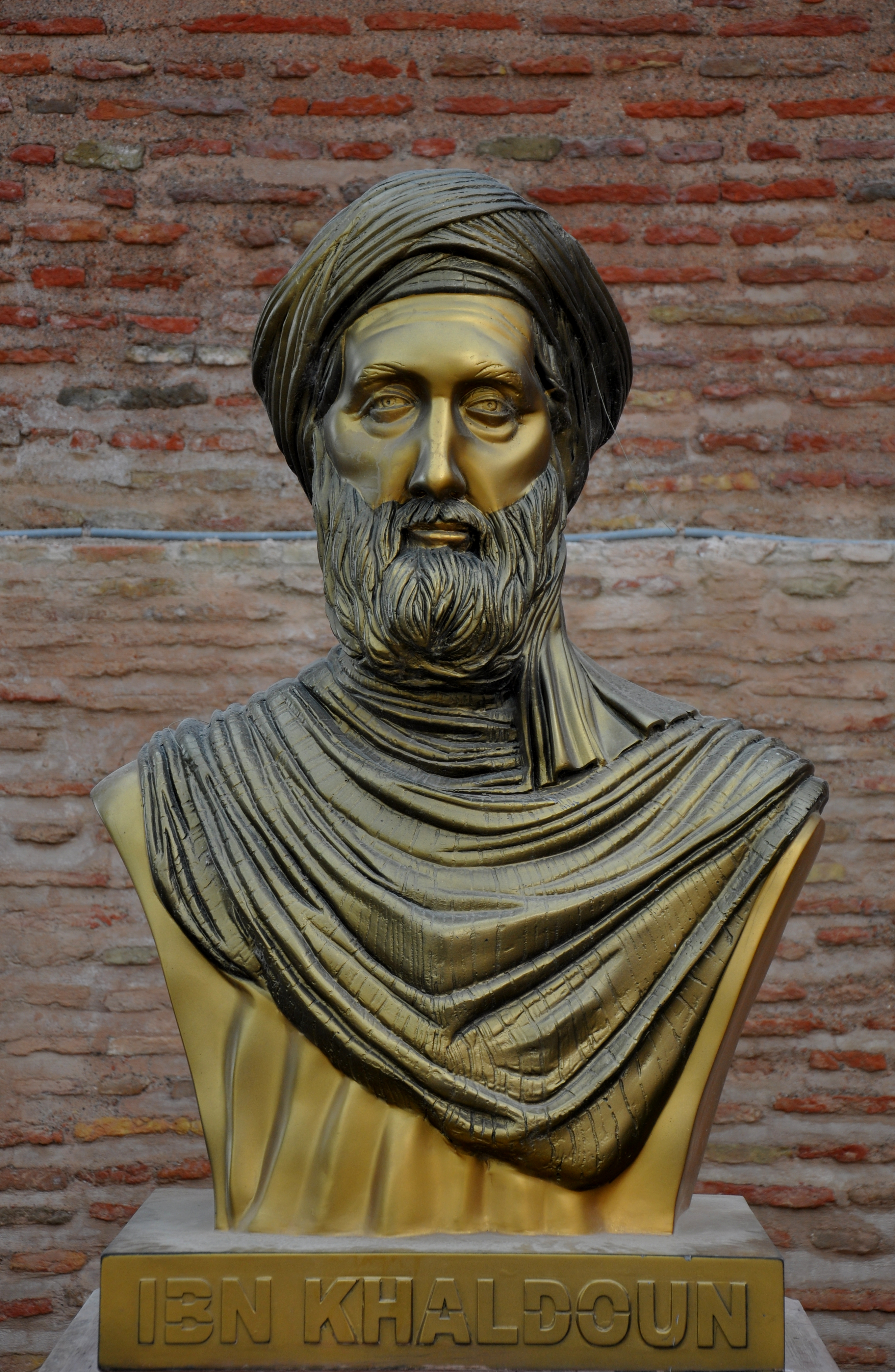
伊本·赫勒敦是伊斯兰史学史界颇具影响力的人物。

### 教育

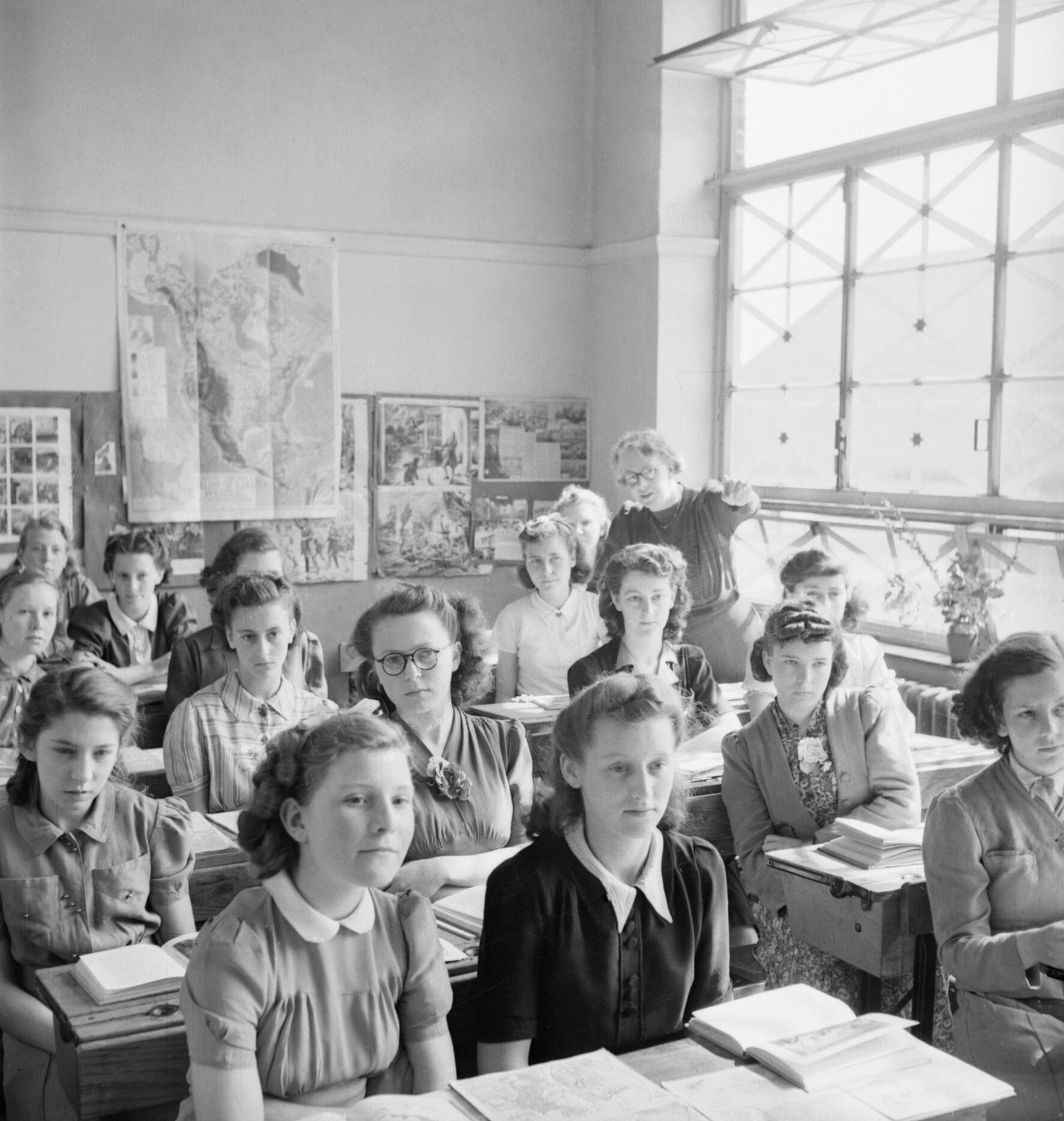
历史是大多数国家学校的标准科目。

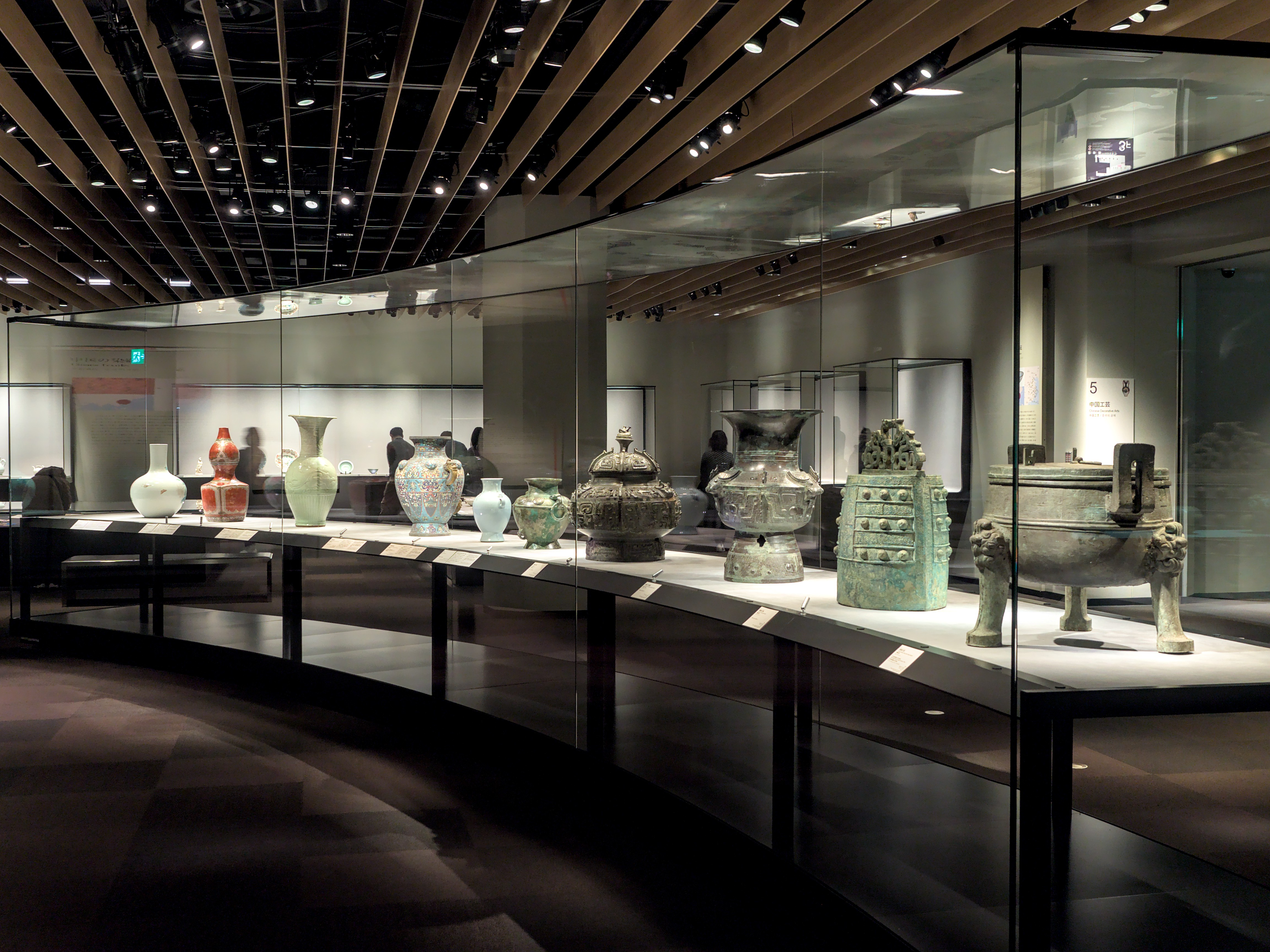
博物馆展出的历史文物所提供的历史教育是大众史学的一部分。